# Chocolat Dauphin
Cet article concerne la chocolaterie. Pour l'entreprise agroalimentaire, voir Cémoi.
La Chocolaterie des Dauphins  était une chocolaterie française située à Grenoble rue de Strasbourg, puis rue Ampère après qu'un incendie a détruit l'ancienne fabrique le 15 avril 1919.

## Histoire
Alors qu'elle était en difficulté, elle fut rachetée par Aimé Bouchayer en 1917 qui y installa une chocolaterie moderne qu'il délocalisera rue Ampère à Grenoble. Après l'Armistice, il accéléra la construction de cette chocolaterie en commandant des machines suisses, prépara la mutation de 600 ouvriers et trouva un directeur en la personne de Félix Cartier-Millon, anciennement à la tête de l'entreprise Lustucru.
Mais après que les armées américaines et françaises retirèrent leurs promesses d'achat de chocolats, l'entreprise grenobloise se retrouva alors rapidement dans une situation financière très délicate ce qui conduisit Aimé Bouchayer à se résoudre donc à vendre l'usine à Félix Cartier-Millon en 1920 qui en fera alors un chocolat de renom : Cémoi.